# 田原市指定文化財一覧
田原市指定文化財一覧（たはらししていぶんかざいいちらん）は、愛知県田原市が指定する文化財の一覧。
|                | 名称 | 数量                   | 所在                                                                                                  | 指定年月日                                             |
| -------------- | --- | ---------------------- | --- | ------------------------------------------------------ |
| 建造物         | 護摩堂 | 1棟                    | 長仙寺（六連町居屋敷） 北緯34度39分35.97秒 東経137度19分13.48秒 / 北緯34.6599917度 東経137.3204111度  | 1969年（昭和44年）8月25日                              |
| 建造物         | 厳王寺山門 | 1棟                    | 厳王寺（赤羽根町寺山） 北緯34度36分53.79秒 東経137度12分33.4秒 / 北緯34.6149417度 東経137.209278度    | 1992年（平成4年）6月11日                               |
| 絵画           | 商山四皓（渡辺崋山筆） | 2曲1双                 | 田原市博物館（田原町巴江） 北緯34度40分25.1秒 東経137度16分8.82秒 / 北緯34.673639度 東経137.2691167度 | 1988年（昭和63年）7月1日                               |
| 絵画           | 風竹之図（渡辺崋山筆） | 1幅                    | 田原市博物館                                                                                          | 1988年（昭和63年）7月1日                               |
| 絵画           | 糸瓜俳画（渡辺崋山筆） | 1幅                    | 田原市博物館                                                                                          | 1988年（昭和63年）7月1日                               |
| 絵画           | 母堂栄之像稿（渡辺崋山筆）                                                                                                  | 1幅                    | 田原市博物館                                                                                          | 1988年（昭和63年）7月1日                               |
| 絵画           | 母堂栄坐像稿（渡辺崋山筆）                                                                                                  | 1幅                    | 田原市博物館                                                                                          | 1988年（昭和63年）7月1日                               |
| 絵画           | 母堂栄像稿（渡辺崋山筆） | 1幅                    | 田原市博物館                                                                                          | 1988年（昭和63年）7月1日                               |
| 絵画           | 関羽帝之図（渡辺崋山筆） | 1幅                    | 田原市博物館                                                                                          | 1988年（昭和63年）7月1日                               |
| 絵画           | 鹿之図（福禄寿三幅の一）（渡辺崋山筆）                                                                                      | 1幅                    | 田原市博物館                                                                                          | 1988年（昭和63年）7月1日                               |
| 絵画           | 両国橋納涼図（渡辺崋山筆）                                                                                                  | 1幅                    | 田原市博物館                                                                                          | 1988年（昭和63年）7月1日                               |
| 絵画           | 四季山水図画冊（渡辺崋山筆）                                                                                                | 折本1冊                | 田原市博物館                                                                                          | 1988年（昭和63年）7月1日                               |
| 絵画           | 春秋山水図（渡辺崋山筆） | 双幅                   | 田原市博物館                                                                                          | 1988年（昭和63年）7月1日                               |
| 絵画           | 福田半香像稿（椿椿山筆） | 1幅                    | 田原市博物館                                                                                          | 1988年（昭和63年）7月1日                               |
| 絵画           | 渡辺たか坐像稿（椿椿山筆）/渡辺たか像稿（1）（椿椿山筆）/渡辺たか像稿（2）（椿椿山筆）                                      | 3幅                    | 田原市博物館                                                                                          | 1988年（昭和63年）7月1日                               |
| 絵画           | 蝙蝠（福禄寿三幅の弐）（渡辺小華筆）/霊芝（福禄寿三幅の三）（渡辺小華筆）                                                   | 2幅                    | 田原市博物館                                                                                          | 1988年（昭和63年）7月1日                               |
| 絵画           | 絹本着彩秋山瀑布図（渡辺崋山筆）                                                                                            | 1幅                    | 田原市博物館                                                                                          | 1992年（平成4年）6月25日                               |
| 絵画           | 絹本設色 林和靖養鶴之図（渡辺崋山筆）                                                                                       | 1幅                    | 田原市博物館                                                                                          | 1992年（平成4年）6月25日                               |
| 絵画           | 山水画稿帖（渡辺崋山筆） | 1帖                    | 田原市博物館                                                                                          | 1992年（平成4年）6月25日                               |
| 絵画           | 紙本淡彩高士観瀑図（渡辺崋山筆）                                                                                            | 1幅                    | 田原市博物館                                                                                          | 1992年（平成4年）6月25日                               |
| 絵画           | 絹本彩色湖石白猫図（渡辺崋山筆）                                                                                            | 1幅                    | 田原市博物館                                                                                          | 1992年（平成4年）6月25日                               |
| 絵画           | 花卉鳥虫蔬果画冊（12図）（渡辺崋山筆）                                                                                      | 1冊                    | 田原市博物館                                                                                          | 1992年（平成4年）6月25日                               |
| 絵画           | 紙本 陰文竹（渡辺崋山筆）                                                                                                   | 1幅                    | 田原市博物館                                                                                          | 1992年（平成4年）6月25日                               |
| 絵画           | 絹本淡彩晴風萬里図（渡辺崋山筆）                                                                                            | 1幅                    | 田原市博物館                                                                                          | 1992年（平成4年）6月25日                               |
| 絵画           | 紙本淡彩千山萬水図（渡辺崋山筆）                                                                                            | 1幅                    | 田原市博物館                                                                                          | 1992年（平成4年）6月25日                               |
| 絵画           | 紙本淡彩芭蕉翁像（渡辺崋山筆）                                                                                              | 1幅                    | 田原市博物館                                                                                          | 1992年（平成4年）6月25日                               |
| 絵画           | 絹本彩色水郷驟雨之図（渡辺崋山筆）                                                                                          | 1幅                    | 田原市博物館                                                                                          | 1992年（平成4年）6月25日                               |
| 絵画           | 紙本水墨月下芦雁之図（渡辺崋山筆）                                                                                          | 1幅                    | 田原市博物館                                                                                          | 1992年（平成4年）6月25日                               |
| 絵画           | 紙本淡彩 換鵞図（渡辺崋山筆）                                                                                               | 1幅                    | 田原市博物館                                                                                          | 1992年（平成4年）6月25日                               |
| 絵画           | 紙本水墨 花鳥帖12図（渡辺崋山筆）                                                                                           | 1帖                    | 田原市博物館                                                                                          | 1992年（平成4年）6月25日                               |
| 絵画           | 絹本設色青緑山水図（渡辺崋山筆）                                                                                            | 1幅                    | 田原市博物館                                                                                          | 1992年（平成4年）6月25日                               |
| 絵画           | 絹本彩色 臨模仇英洗硯之図（渡辺崋山筆）                                                                                     | 1幅                    | 田原市博物館                                                                                          | 1992年（平成4年）6月25日                               |
| 絵画           | 絹本極彩仙鶴霊亀双幅（谷文晁筆）                                                                                            | 双幅                   | 田原市博物館                                                                                          | 1992年（平成4年）6月25日                               |
| 絵画           | 絹本極彩 蘭亭禊会図（谷文晁筆）                                                                                             | 1幅                    | 田原市博物館                                                                                          | 1992年（平成4年）6月25日                               |
| 絵画           | 花卉屏風（椿椿山筆） | 6曲1双                 | 田原市博物館                                                                                          | 1992年（平成4年）6月25日                               |
| 彫刻           | 大日如来像 | 1躯                    | 大日庵                                                                                                | 1994年（平成6年）3月14日                               |
| 彫刻           | 阿弥陀如来立像 | 1躯                    | 成道寺                                                                                                | 2004年（平成16年）3月26日                              |
| 彫刻           | 十一面観世音菩薩立像 | 1躯                    | 泉福寺                                                                                                | 2005年（平成17年）3月25日                              |
| 彫刻           | 薬師如来坐像 | 1躯                    | 泉福寺                                                                                                | 2005年（平成17年）3月25日                              |
| 工芸           | 萩薄飛禽鏡 | 1面                    | 渥美郷土資料館（豊島神社寄託）                                                                        | 1993年（平成5年）3月4日                                |
| 工芸           | 馬伏里神楽用具 | 21点                   | 渥美郷土資料館（馬伏自治会寄託）                                                                      | 2001年（平成13年）3月23日                              |
| 古文書         | 琢華堂門籍（椿椿山筆） | 1冊                    | 田原市博物館                                                                                          | 1988年（昭和63年）7月1日                               |
| 古文書         | 椿家系譜並東海林氏譜（椿椿山筆）                                                                                            | 1巻                    | 田原市博物館                                                                                          | 1988年（昭和63年）7月1日                               |
| 古文書         | 田原藩日記類 | 56冊                   | 田原市博物館                                                                                          | 1988年（昭和63年）7月1日                               |
| 古文書         | 奏者番手留 | 2,361冊                | 田原市博物館                                                                                          | 1988年（昭和63年）7月1日                               |
| 古文書         | 畠村萬附留日記 | 一括（13点）           | 渥美郷土資料館                                                                                        | 2022年（令和4年）2月17日                               |
| 典籍           | 田原藩御納戸書籍 | 3,41冊                 | 田原市博物館                                                                                          | 1988年（昭和63年）7月1日                               |
| 典籍           | 渡辺崋山旧蔵書籍（崋山献上御納戸本）                                                                                        | 677冊                  | 田原市博物館                                                                                          | 1988年（昭和63年）7月1日                               |
| 典籍           | 蘭書類 | 75冊                   | 田原市博物館                                                                                          | 1988年（昭和63年）7月1日                               |
| 典籍           | 漂民聞書 | 5冊                    | 渥美郷土資料館                                                                                        | 1997年（平成9年）3月12日                               |
| 書跡           | 大般若経 | 31巻                   | 渥美郷土資料館（医福寺寄託）                                                                          | 1993年（平成5年）3月4日                                |
| 書跡           | 常光寺古文書（柱杖井竹箆）/常光寺古文書（潔堂禅師楞厳伝授状）/常光寺古文書（法皇派広澤流伝授目録）/常光寺古文書（奥相一紙） | 4枚                    | 常光寺                                                                                                | 2001年（平成13年）3月23日                              |
| 考古資料       | 宝海天神社瓦経 | 2片                    | 渥美郷土資料館（宝海天神社寄託）                                                                      | 2001年（平成13年）3月23日                              |
| 考古資料       | 刻字・刻文碗 | 1個                    | 田原市博物館                                                                                          | 2012年（平成24年）9月19日                              |
| 歴史資料       | 椿椿山印顆 | 6顆、7印面             | 田原市博物館                                                                                          | 1988年（昭和63年）7月1日                               |
| 歴史資料       | 渡辺如山印顆 | 7顆、8印面             | 田原市博物館                                                                                          | 1988年（昭和63年）7月1日                               |
| 歴史資料       | 渡辺小華印顆 | 111顆122印面           | 田原市博物館                                                                                          | 1988年（昭和63年）7月1日                               |
| 歴史資料       | 崋山赦免建白書（松崎慊堂筆）                                                                                                | 1巻                    | 田原市博物館                                                                                          | 1988年（昭和63年）7月1日                               |
| 歴史資料       | 帰都日録（渡辺崋山筆） | 1巻                    | 田原市博物館                                                                                          | 1992年（平成4年）6月25日                               |
| 歴史資料       | 大蔵永常書状2通合装（大蔵永常筆）                                                                                           | 1巻                    | 田原市博物館                                                                                          | 1992年（平成4年）6月25日                               |
| 歴史資料       | 三岳老人宛書簡（渡辺崋山筆）                                                                                                | 1幅                    | 田原市博物館                                                                                          | 1992年（平成4年）6月25日                               |
| 歴史資料       | 佐藤半助宛書簡（渡辺崋山筆）                                                                                                | 1幅                    | 田原市博物館                                                                                          | 1992年（平成4年）6月25日                               |
| 有形民俗文化財 | 田原祭萱町山車とからくり人形                                                                                                | -                      | 萱町町内会                                                                                            | 1988年（昭和63年）7月1日                               |
| 有形民俗文化財 | 田原祭本町山車とからくり人形                                                                                                | -                      | 本町町内会                                                                                            | 1988年（昭和63年）7月1日                               |
| 有形民俗文化財 | 田原祭新町山車とからくり人形                                                                                                | -                      | 新町町内会                                                                                            | 1988年（昭和63年）7月1日                               |
| 無形民俗文化財 | 豊島大念仏おどり | -                      | 豊島町 大念仏保存会                                                                                   | 1965年（昭和40年）10月1日                              |
| 無形民俗文化財 | 田原凧けんか凧合戦・初凧 | -                      | 田原凧保存会                                                                                          | 1993年（平成5年）9月22日 追加2000年（平成12年）3月31日 |
| 史跡           | 渡辺崋山 池ノ原幽居跡 | 1,327平方メートル      | 田原町中小路                                                                                          | 1992年（平成4年）6月25日                               |
| 史跡           | 籠池古墳 | 1基 416.35平方メートル | 大久保町籠池                                                                                          | 2003年（平成15年）10月3日                              |
| 史跡           | 皿焼12号窯 | 1基                    | 小塩津町後山                                                                                          | 1993年（平成5年）3月4日                                |
| 史跡           | 中世墳墓 | 224平方メートル        | 山田町谷太郎（泉福寺）                                                                                | 2005年（平成17年）3月25日                              |
| 史跡           | 参道石段 | 265段                  | 山田町谷太郎（泉福寺）                                                                                | 2005年（平成17年）3月25日                              |
| 史跡           | 新美古墳 | 1基 227.76平方メートル | 西神戸町山股                                                                                          | 2008年（平成20年）6月30日                              |
| 史跡           | 保美貝塚 | 1,922.5平方メートル    | 保美町平城                                                                                            | 2015年（平成27年）3月31日                              |
| 史跡           | セメント徳利窯 | 2基                    | 御殿山                                                                                                | 2015年（平成27年）3月31日                              |
| 天然記念物     | 藤七原湿地植物群落 | 5,417.67平方メートル   | 田原町衣笠                                                                                            | 1991年（平成3年）3月22日                               |
| 天然記念物     | 大久保神社のやまももの木 | 1樹                    | 大久保町森下（大久保神社）                                                                            | 1992年（平成4年）6月25日                               |
| 天然記念物     | 大久保神社の椎の木 | 1樹                    | 大久保町森下（大久保神社）                                                                            | 1992年（平成4年）6月25日                               |
| 天然記念物     | 当行寺の槇の木 | 1樹                    | 田原町本町（当行寺）                                                                                  | 1992年（平成4年）6月25日                               |
| 天然記念物     | ハマセンダン | 1樹                    | 堀切町出口（堀切小学校）                                                                              | 1993年（平成5年）3月4日                                |
| 天然記念物     | シイの木 | 1樹                    | 山田町谷太郎（泉福寺）                                                                                | 2005年（平成17年）3日25日                              |